# Hythe (Kent)
Pour les articles homonymes, voir Hythe.

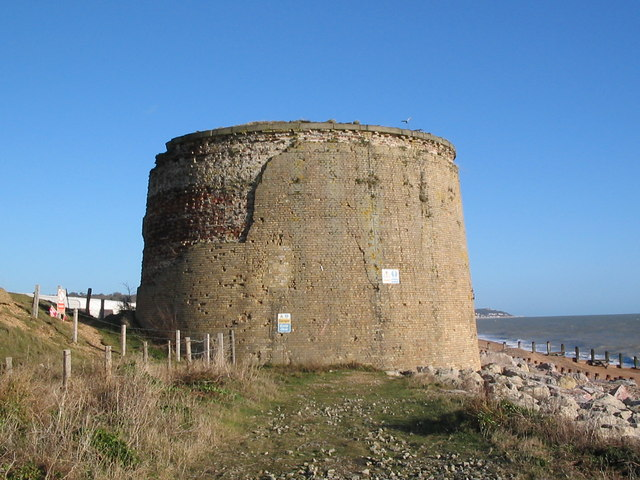
La tour Martello à Hythe.

Hythe est une ville et une station balnéaire située sur le bord du Romney Marsh, dans le district de Folkestone and Hythe sur la côte sud du Kent. Elle est le terminus du nord du chemin de fer touristique Romney, Hythe and Dymchurch Railway, qui connecte la ville avec Dymchurch et New Romney. Sur la côté est une tour Martello.

## Personnalités liées à la ville
- Francis Pettit Smith (1808–1874), inventeur, né à Hythe
- John Archibald Austen (1886-1948), artiste, y est mort
- Elizabeth Bowen (1899-1973), romancière
- Harry Mackeson (1905–1964), militaire et homme politique